# Voor altijd (Frans Bauer)
Voor Altijd is een studioalbum van de Nederlandse zanger Frans Bauer uit 2006.

## Geschiedenis
Het album bereikte de nummer 1-positie in de Nederlandse Album Top 100. Aan het album ging de hitsingle "Un Dos Très" vooraf, dat de nummer 10-positie in de Nederlandse Top 40 bereikte. Op 21 april 2007 verscheen de tweede single die van het album afkomstig was, "1000 Lieve Woorden". Het album werd zoals alle andere albums van Frans Bauer geproduceerd door Emile Hartkamp en Norus Padidar.

## Tracklist
1. Un Dos Très
2. Zet De Tijd Voor Ons Stil
3. Die Zomernacht In San Angelo
4. Drink Griekse Wijn
5. Ik Heb De Hele Nacht Aan Jou Gedacht
6. Op Zoek Naar Mijn Geluk
7. Morgen Lach Je Weer Naar Mij
8. Wilde Rozen
9. Van De Nacht Maken Wij Een Fiësta
10. Meisje Zonder Naam
11. Als Ik Maar Even Naar Jou Kijk
12. Mijn Eerste Liefde
13. 1000 Lieve Woorden
14. Morgen